# Markus Seelaus
Markus Seelaus (* 16. Februar 1987) ist ein österreichischer Fußballspieler.

## Leben und Karriere
Seelaus begann seine Karriere beim Innsbrucker AC. Nach guten Leistungen folgte er dem Ruf aus Wien und kam in die Akademie des FK Austria Wien. Später ging er wieder zurück nach Tirol und spielte dort im BNZ Tirol. 2004 kam er in den Kader von FC Wacker Tirol, wo er 2005 auch sein Debüt in der Bundesliga gab. In den Saisonen 2005/06 und 2006/07 war er jeweils an den SV Wörgl bzw. an die WSG Swarovski Wattens verliehen.
2007 kehrte er zu den Innsbruckern zurück und absolvierte in der abgelaufenen Herbstsaison 2007 12 Spiele für die Tiroler. International spielte Seelaus drei Mal für Österreichs U-20-Auswahl. In der Vorbereitungsphase zur Rückrundenauftakt der Saison 2007/08 brach sich der Mittelfeldspieler den Großen Zeh und musste letztendlich den Abstieg in die Erste Liga hinnehmen. Im Jänner 2009 wurde sein Vertrag aufgelöst. Im Sommer 2009 wechselte er zum DAC Dunajská Streda in die Slowakei.